# Banara guianensis
Banara guianensis,  es una especie  de planta con flor en la familia de las Salicaceae. 

## Descripción
Son arbustos, árboles (bejucos?), siempreverdes, que alcanza un tamaño de 2–15 m de alto, inermes; plantas androdioicas. Hojas alternas, espiraladas, oblongas o a veces ovadas, con 7–20 cm de largo y 3–7.5 cm de ancho, el ápice acuminado (agudo o redondeado), la base truncada (obtusa o redondeada), el margen serrado-glandular, pinnatinervias; con estípulas diminutas, caducas. La inflorescencia es una panícula axilar o subterminal, de 9–15 cm de largo, con 20–70 flores, con brácteas diminutas; sépalos 3, valvados, ovados o elípticos, 2.5–4 mm de largo; pétalos 3, valvados, oblongos, 2.5–4.5 mm de largo, amarillos; a veces con 1 o 2 filamentos estaminales petaloides, estambres hipóginos, numerosos, multiseriados, filamentos 2.5–4 mm de largo, fusionados en la base a un receptáculo densamente velloso, glándulas del disco ausentes; ovario súpero, estilo simple, 1.5–2.5 mm de largo, estigma capitado, undulado, ovario rudimentario en las flores estaminadas. Fruto una baya carnosa, globosa, 7–11 mm de diámetro, con estilo y perianto persistente, verde a negra, glabra; semillas numerosas, ca 1 mm de largo y ancho, glabras, sin arilo.

## Distribución y hábitat
Común en bosques semicaducifolios y bosques de pino, zonas norcentral y atlántica; a una altitud de 30–1000 m s. n. m.; desde Nicaragua hasta Bolivia y Brasil.

## Taxonomía
Banara guianensis fue descrita por Jean Baptiste Christophore Fusée Aublet y publicado en Histoire des Plantes de la Guiane Françoise 1: 548–549, t. 217, en el año 1775.
Sinonimia
- Banara fagifolia Vahl
- Banara guianensis var. mollis (Poepp.) Eichler
- Banara guianensis var. spruceana Briq.
- Banara mollis (Poepp.) Tul.
- Banara pubescens Spruce ex Benth.
- Banara pyramidata Rusby
- Banara tulasnei J.F. Macbr.
- Kuhlia mollis Poepp.
- Laetia glandulosa Poepp. ex Tul.
- Trilix glandulosa Dombey ex Griseb.
- Trilix macrobotrys Ruiz & Pav.
- Xyladenius glandulosus Desv. ex Ham.[2]